# Istán
Istán – gmina w Hiszpanii, w prowincji Malaga, w Andaluzji, o powierzchni 99,33 km². W 2011 roku gmina liczyła 1533 mieszkańców.